# Ebersteinburg

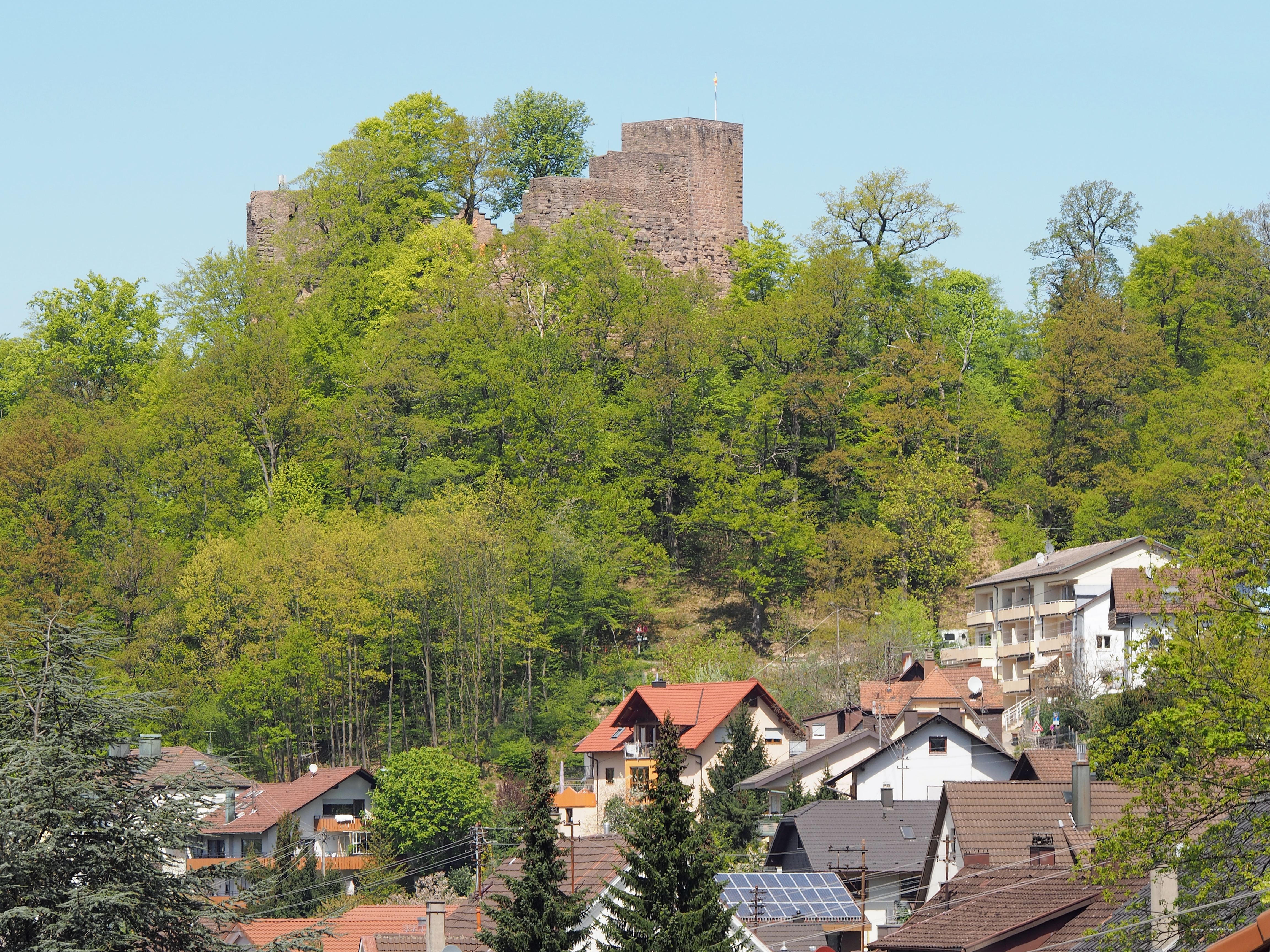
Ebersteinburg mit der Ruine Alt-Eberstein

Ebersteinburg ist ein 426 m ü. NHN hoher Ortsteil von Baden-Baden zwischen Murgtal und Oostal, östlich des Battert und nördlich des Baden-Badener Hausbergs Merkur. Das Dorf gehört seit der Gebietsreform vom 1. Januar 1972 zu Baden-Baden und hat etwa 1200 Einwohner.
Prägend und namensgebend war die Burg Alt-Eberstein, die Stammburg der Grafschaft Eberstein. Um das Jahr 1100 waren die Grafen von Eberstein dort ansässig und errichteten eine Burg auf einer Bergkuppe, die dem dortigen Schlossberg nördlich vorgelagert ist. Hiervon sind heute nur noch der Bergfried und eine Schildmauer vorhanden.
Das Dorf selbst liegt südlich dieser Burgruine. Nach dem Niedergang der Burg wurde sie als Steinbruch für die Ortschaft verwendet.
Wanderwege führen unter anderem zum Klettergebiet Battert, zum Schloss Hohenbaden (Altes Schloss) sowie zum Merkur.

## Ortschaftsrat
Der Ortschaftsrat wurde zuletzt am 9. Juni 2024 mit einer Wahlbeteiligung von 64,62 % gewählt. Für den Ortschaftsrat ergab sich die folgende Sitzverteilung:

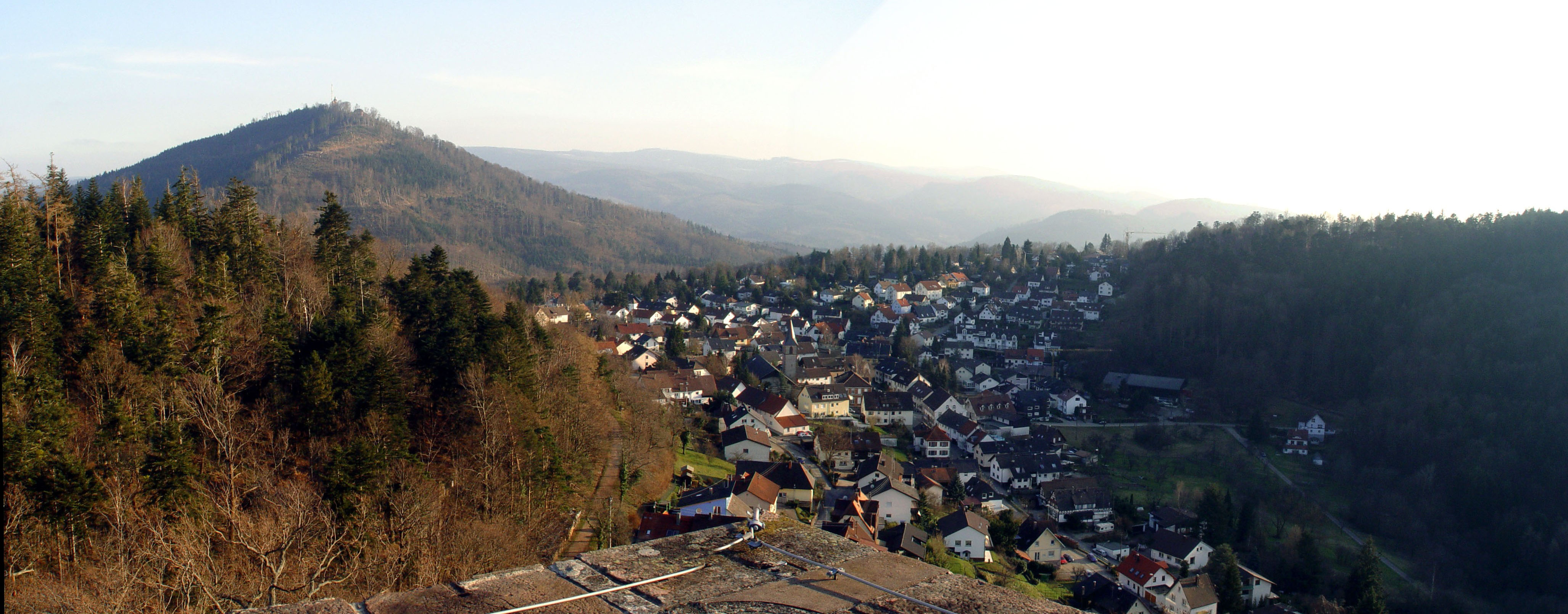
Ebersteinburg vom Turm der Burgruine Alt-Eberstein, links der Merkur

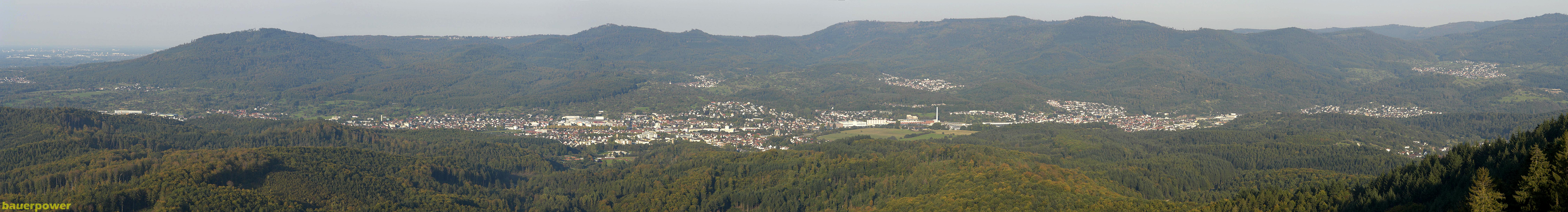
Panorama von der Ebersteinburg in Richtung Norden nach Gaggenau im unteren Murgtal

- CDU  3 Sitze
- FDP  2 Sitze
- FBB 2 Sitze